# 大島義也
大島 義也（おおしま よしなり、万治3年（1660年） - 享保8年11月3日（1723年11月30日））は、江戸時代中期の武士。大身旗本。

## 来歴
5000石の旗本・大島出羽守義近の嫡男として誕生。母は建部政長の娘。内膳・縫殿助・雲八などと称した。叙任後は官位名で伊勢守・肥前守と称した。美濃国池田郡・武儀郡・加茂郡・摂津国豊島郡などに4700石を領した。
寛文12年（1672年）5月18日にはじめて将軍徳川家綱に謁見。元禄3年（1690年）8月6日、父の遺領を相続したが、この際に弟の義全に300石を分与したため4700石の相続となった。元禄5年（1692年）4月14日、御使番となり、12月18日に布衣の着用を許された。元禄7年（1694年）正月15日、武蔵国川越城が柳沢保明居城となった際には川越に赴き、城引渡しの事務を取り仕切った。4月14日、幕府目付となり、元禄10年（1697年）9月1日新番頭に転じ、元禄12年（1699年）6月28日には長崎奉行に就任し、9月15日に従五位下伊勢守に叙任した。元禄16年（1703年）7月28日、作事奉行に就任。宝永4年(1707年)11月1日、西丸の留守居役となり、宝永6年（1709年）10月18日に本丸の留守居役に転じた。享保2年（1717年）将軍徳川吉宗の次男・小次郎の髪置の儀式に参加したことで時服五領を、また小次郎からも黄金を賜った。享保4年（1719年）3月21日、吉宗の子・源三生誕の時も蟇目の役をつとめたため時服六領白銀五十枚を賜う。
享保8年（1723年）11月3日に死去。享年64。法名は道光。

### 萱野氏との関わり
なお、赤穂事件で討ち入り前に切腹した赤穂浪士萱野重実（萱野三平）の実家である萱野家は、大島氏の家老職を務める家であり、重実の父萱野重利や兄萱野重通は義也に仕えていた。重利は主家の浅野家が改易となり浪人となった重実に、義也に仕えるように説得した結果、討ち入りの同士と実家との心理的板挟みとなった重実は切腹死した。大島家を想い討ち入りに加わらなかった事を讃え、義也は豊中の新福寺に重実の墓を建てた。